# Misterios
Misterios è il secondo album del gruppo Coro degli Angeli registrato in parte nel 1984 e pubblicato nel 1987.

## L'album
Cantato interamente in lingua sarda, contiene già i brani Deus ti salvet Maria, No potho reposare e Nanneddu meu che anni dopo hanno fatto parte del repertorio dei Tazenda e dello stesso Andrea Parodi. Ninnidu silenziosu non è altro che la versione in sardo di The Sound of Silence di Paul Simon e Art Garfunkel con testo di Antonio Strinna. Nanneddu meu, Ninnidu silenziosu e Non potho reposare sono state registrate nel 1984.

## La copertina
La musicassetta ha avuto due copertine differenti sempre con la stessa sigla e numero di catalogo: TEK MR 0079, la prima stampa grafica è riconoscibile dalla lucida maschera rossa, la seconda stampa della copertina è caratterizzata dallo sfondo di colore giallo con la foto in bianco e nero dei componenti della band.

## Tracce
1. Nanneddu meu
2. Ninnidu silenziosu
3. Sa die chi naschet s'amore
4. Anzone meu
5. Ave Maria (Deus ti salvet Maria)
6. Mariedda bella
7. No potho reposare
8. Prestademi un'ispera

## Musicisti
- Andrea Parodi        - Voce
- Giampaolo Conchedda - Batteria
- Gino Marielli       - Chitarra, voce
- Gigi Camedda         - Tastiere, voce
- Pietro Fara          - Tastiere, voce
- Nando Esposito       - Basso, voce